# Jerzy Zieliński (diplomata)

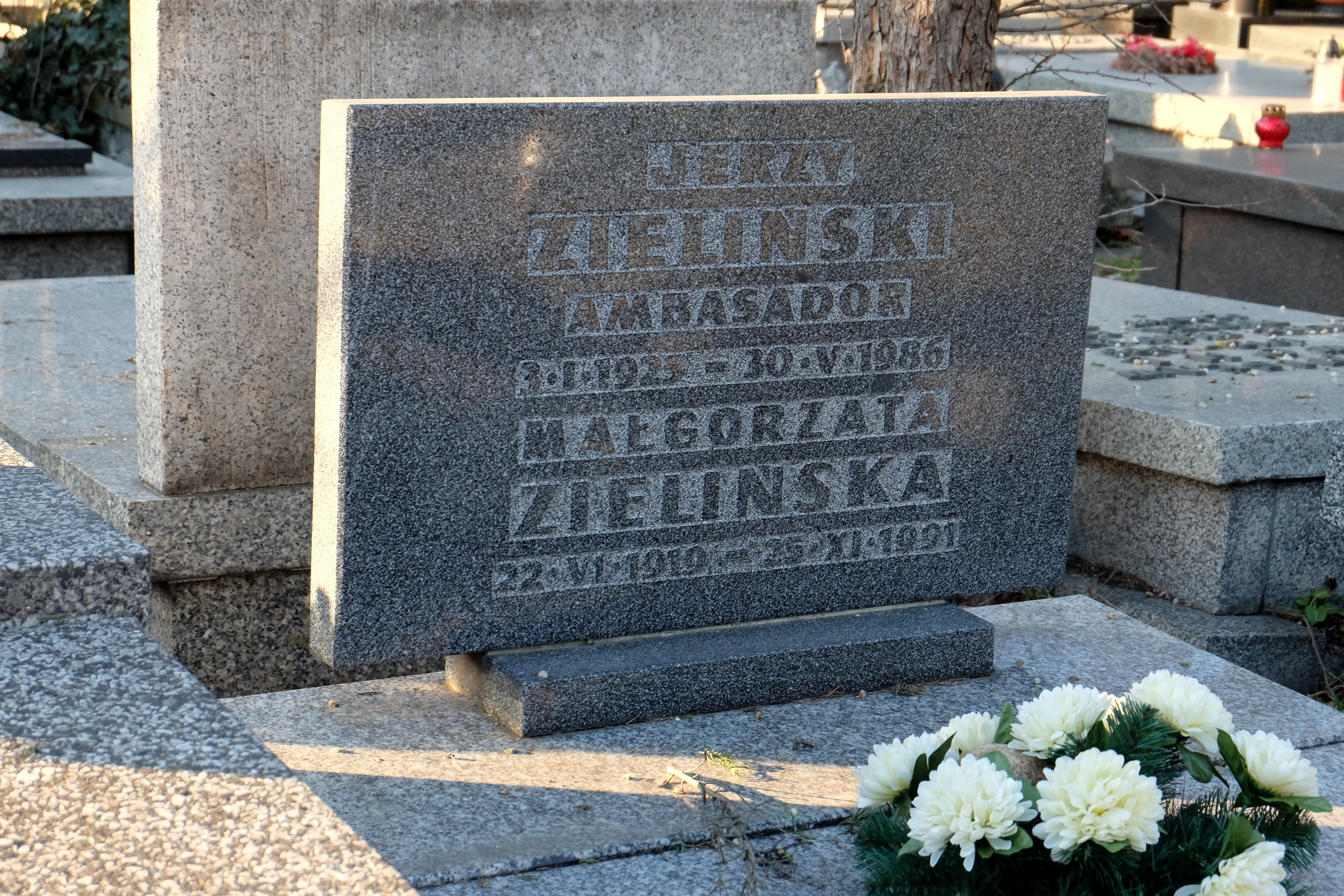
Sír

Jerzy Zieliński (Gniezno, 1925. január 3. – Budapest, 1986. május 30.) lengyel kommunista politikus, szakszervezeti vezető, diplomata, Szczecin tanácselnöke (1954–1961), nagykövet Magyarországon haláláig (1983–1986).

## Élete
Czarnkówban éltek, apja helyi sportvezető volt. A történelem sodorta fiatalon Magyarországra: a második világháború során a németek lengyelországi hadjárata elől menekült át a határon várandós édesanyjával és öccsével. Apja otthon maradt harcolni, ám hamar fogságba esett, majd a mauthauseni koncentrációs táborba került, mégis szerencsésen túlélte a világháborút. Először a Szovjetunió irányába menekültek, Lvivig jutottak, ahonnan visszafordultak Magyarország felé – húga a menekülés közben, Miskolcon született. Zamárdiba, majd 1940-ben Balatonboglárra kerültek.
Több forrás is számontartja, hogy "boglárcsik" (boglarczyk), vagyis Magyarországon, Balatonbogláron tanult diák volt. A megszállás elől menekülő lengyeleknek Balatonbogláron nyitottak gimnáziumot és líceumot, ahol anyanyelvükön, lengyelül tanulhattak és érettségizhettek. Zieliński is itt tanult,  bár végül Szczecinben tette le az érettségit.
Tanulmányai befejezése után Magyarországon dolgozott munkásként 1947-ig, majd hazájába visszatérve állami gondozottak nevelője lett egy gyermekotthonban. 1948-ban lett tagja a Lengyel Egyesült Munkáspártnak, majd 1949-től a Szczecini vajdaság szakszervezeti tanácsának titkára lett. Poznańban munka mellett szerzett jogi diplomát. 1954 és 1961 között Szczecin tanácselnöke volt, majd a lengyel Külügyminisztérium szolgálatába lépett. Bizonyára kiváló magyar nyelvtudásának köszönhetően szinte azonnal a budapesti nagykövetségre küldték, ahol 1961 és 1967 között titkár, majd tanácsos volt. 1967–72 között Varsóban, a külügyben dolgozott szakértőként, mikor ismét Budapestre került követtanácsosként.
1977-ben Magyarország és Lengyelország kapcsolatainak elmélyítéséért megkapta a Magyar Népköztársaság Zászlórendje kitüntetést. Ezt követően főosztályvezető-helyettes volt a varsói Külügyminisztériumban, majd 1983-ban kinevezték nagykövetnek Lengyelország budapesti nagykövetsége élére.
1986. május 30-án Budapesten kapott szívinfarktust, aminek következtében elhunyt. Budapesten, a Fiumei úti sírkertben (akkor: Mező Imre úti temető) ravatalozták fel, búcsúszertartásán a lengyel kolónián kívül a magyarországi diplomáciai testületek doyenje, az akkori bolgár nagykövet, Boncso Mitev és külügyminiszter-helyettesünk, Barity Miklós, az MSZMP Központi Bizottsága több tagja és más diplomáciai missziók vezetői is részt vettek. Holttestét a szertartás után Lengyelországba szállították és Varsóban temették el.
Zieliński a lengyelen és a magyaron kívül franciául beszélt. Nős, egy lánya volt, aki újságíróként dolgozott.